# تشارلز بروير (شخصية أعمال)
تشارلز بروير (بالإنجليزية: Charles Brewer)‏ هو شخصية أعمال أمريكي، ولد في 1959.